# رودني هال (كاتب)
رودني هال (بالإنجليزية: Rodney Hall)‏‏ (18 نوفمبر 1935 في سوليهل - ) كاتب، وروائي من أستراليا.

## الجوائز
- جائزة مايلز فرانكلين
- معين للحصول على نيشان أستراليا
- جائزة مايلز فرانكلين

## روابط خارجية
- رودني هال على موقع ديسكوغز (الإنجليزية)